# Língua wa

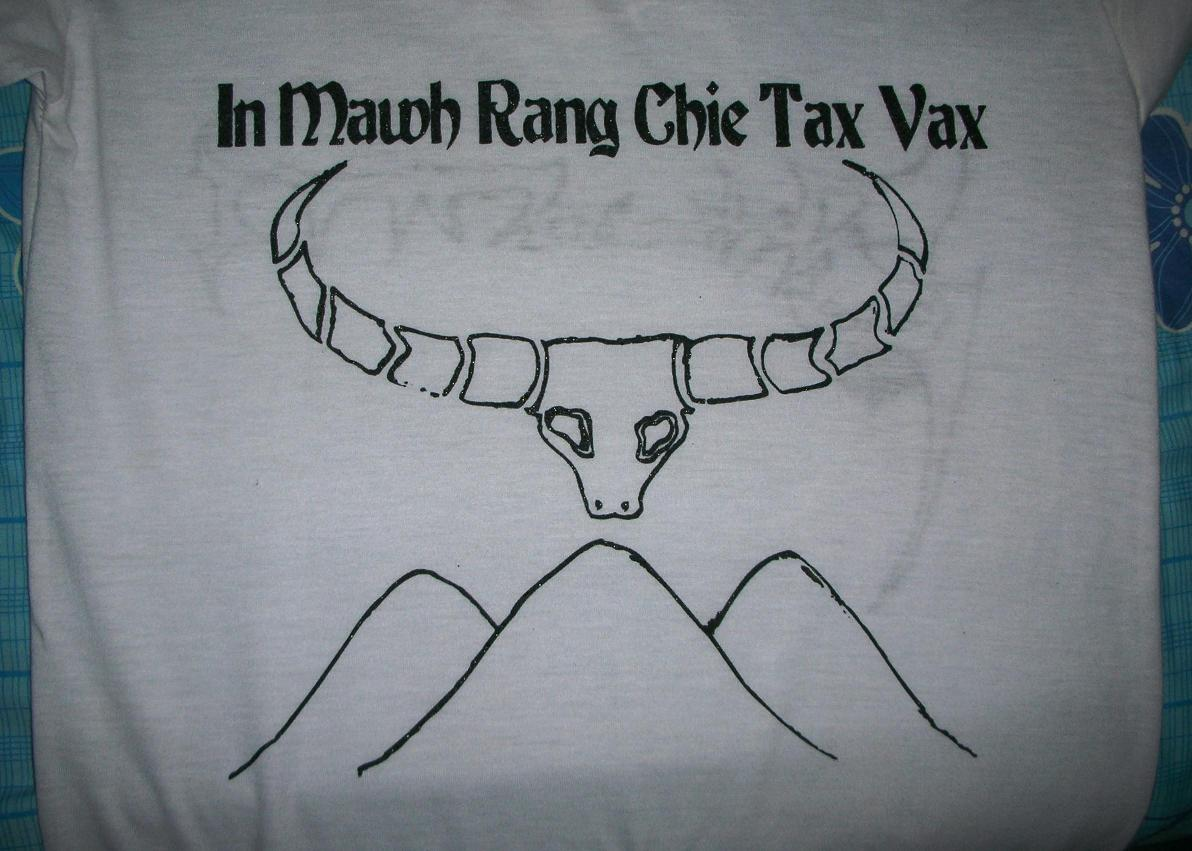
Escrita Wa e símbolos culturais

Wa (Va) é a língua do povo Wa de Burma e da China. São três as variantes da língua, por vezes consideradas como línguas separadas; seus nomes em Ethnologue são: Parauk, a majoritária e tuda com padrão, Vo (Zhenkang Wa, 40 mil falantes) e Awa (100 mil falantes), podendo todas serem chamadas de Wa, Awa, Va, Vo. David Bradley, em 1994, estimou a existência de uns 820 mil falantes da língua.

## Variantes
Gerard Diffloth se refere à área geográfica do Wa como “corredor Wa”, a qual se localiza entre os rios Salween e Mekong. Conforme Diffloth, as variantes são Wa Meridional, "Wa bíblico" e  Kawa (Chinês Wa).
Os Was cristãos tendem mais ao uso de Wa Padrão, uma vez que sua versão da Bíblia se baseia nessa versão da língua, que tem com base o modo de falar de Bang Wai, 240 km ao norte Kengtung (Watkins 2002). Bang Wai fica ao norte de Shan, Burma, junto a fronteira com a China, em Cangyuan.
Alguns dialetos Wa preservam o  -/s/ final. Aí se incluem as variantes de Meung Yang e de Ximeng (essa uma variante falada em  Zhongke 中课, Masan 马散, Ximeng que foi documentada por Zhou & Yan (1984)) (Watkins 2002:8).

### Mianmar
David Bradley (1994) estimou a existência de cerca de 500 mil falantes Wa Burma.
Uma pequena quantidade de falantes vive em Taunggyi, Mandalay e Yangon.

### Tailândia
Alguns Was também migraram para a Tailândia nas últimas décadas, principalmente vindos de Burma, havendo cerca de 10 mil falantes na Tailândia, havendo vilarejos Was no país com maioria de falantes Wa (Watkins 2002:6):
- Mae Sai, província Chiang Rai, junto a fronteira com Mianmar
- Mae Yao - distrito próximo a cidade de Chiang Raiy
- Wiang Pa Pao - distrito, sul da província Chiang Rai
- Chiang Dao - distrito, província de Chiang Mai

### China
O Chinês simplificado (escrita) para Wa se baseou na variante de Aishuai, Cangyuan, Yunnan.
David Bradley (1994) estimou a existência de 322 mil  falantes de Wa na China No país, os Wa (Cf. Watkins 2002) vivem em:
- Ximeng  (83% do total)
- Cangyuan  (71% do total)
- Menglian (mais de 25% do total; outros grupos étnicos incluem os Dai e os Lahu )
- Gengma
- Shuangjiang
- Lancang

Uma pequena quantidade de falantes Wa reside em Kunming e em outras partes de Yunnan.
Os três dialetos de Wa (e subdialetos) conforme  Zhou (2004 ) são:
- 1. Baraoke 巴饶克: ~ 250 mil ; autômimo: pa̱ rauk, pa̱ ɣaɯk
  - Aishi 艾师 subdialect: 218 mil 
    - Cangyuan: Yanshi 岩师, Tuanjie 团结, Mengsheng 勐省, Nuoliang 糯良, Danjia 单甲, Mengjiao 勐角, Menglai 勐来, Yonghe 永和
    - Shuangjiang: Shahe 沙河, Mengmeng 勐勐, Nanlang 南榔
    - Gengma: Sipaishan 四排山, Gengyi 耿宜, Hepai 贺派, Mengjian 勐简, Mengding 孟定, Furong 付荣
    - Lancang: Donghe 东河, Wendong 文东, Shangyun 上允, Xuelin 雪林

  - Banhong 班洪 : 35 mil 
    - Cangyuan: Banhong 班洪, Banlao 班老, most of Nanla 南腊

  - Dazhai 大寨 : 3 mil 
    - Gengma: Mengjian 勐简, Dazhai 大寨
- 2. Awa (Ava) 阿佤: ~ 100 mil ; autônimo: ʔa vɤʔ
  - Masan 马散 : 60 mil 
    - Ximeng: Mowo 莫窝, Xinchang 新厂, Zhongke 中课, Mengsuo 勐梭, Yuesong 岳宋, Wenggake 翁戛科,  Lisuo 力所

  - Awalai 阿佤来 : 3 mil 
    - Ximeng: Awalai 阿佤来 em Lisuo 力所

  - Damangnuo 大芒糯 : 30 mil 
    - Menglian: Fuyan 富岩, Gongxin 公信, Lalei 腊垒, Nanya 南雅
    - Ximeng:  Wengjiake 翁戛科

  - Xiyun 细允 : 5 mil 
    - Lancang: Xiyun 细允 em Donghui 东回
    - Menglian: Shuangbo 双柏 em Mengman 勐满
- 3. Wa 佤: ~ 40 mil ; autônimo: vaʔ
  - Yongde: Dedang 德党, Menggong 孟汞, Minglang 明朗, Mengban 勐板, Yongkang 永康, Dashan 大山
  - Zhenkang: Mangbing 忙丙, Muchang 木厂
  - Cangyuan:  Nanla 南腊

O exônimo Dai para Wa de Yongde , Zhenkang e Nanla  南腊 é la31. Em Sipsongpanna , os Dai os chamam va11, va11 dip55 ("Wa cru" 生佤), va11 ʔău55 ho55 ("Wa principal" 拿头佤), va11 sə55 să55 ("Wa religioso" 信教佤). Nos condados de Ximeng e Menglian, o autônimo Wa é xa31 va53, enquanto em Cangyuan e Gengma é chamado xa31 va53 lɒi53 (Zhou 2004:2).

## Fonologia
Wa padrão é uma língua não- tonal. No entanto, existem dialetos que são tonais . Não há correspondência entre os tons em dialetos tonais e a tonicidade nos dialetos não- tonais.
Em Wa existem 44 fonemas consoantes; 35 consonants e  9 vogais.  Todas as vogais podem ser suaves ou fortes. A força (tensão) é uma característica fonêmica em sílabas com início não aspiradas.

### Vogais
|                 | Anterior        | Posterior   | Posterior |
| Não arredondada | Não arredondada | arredondada |           |
| --------------- | --------------- | ----------- | --------- |
| Fechada         | i               | ɯ           | u         |
| Meio fechada    | e               | ɤ           | o         |
| Meio aberta     | ɛ               |             | ɔ         |
| Aberta          | a               | a           | a         |

Há 15 ditongos em Wa: iu, ɯi, ui, ia, ɤi, ua, ei, ou, oi~ɔi, ai, aɯ, au e 3 tritongos: iau, uai. A estrutura geral da sílaba é   C(C)(V)V(V)(C). Poucas palavras começam por vogais.

### Consoantes
|             | Bilabial    | Labio-dental | Dental      | Alveolar | Palatal     | Velar       | Glotal |
| ----------- | ----------- | ------------ | ----------- | -------- | ----------- | ----------- | ------ |
| Nasal       | m mʰ        |              |             | n nʰ     | ɲ ɲʰ        | ŋ ŋʰ        | ʔ      |
| Oclusiva    | p pʰ ᵐb ᵐbʱ |              | t tʰ ⁿd ⁿdʱ |          | c cʰ ᵑg ᵑgʱ | k kʰ ᶮɟ ᶮɟʱ |        |
| Fricativa   |             | v vʱ         |             | s        |             |             | h      |
| Vibrante    |             |              |             | r rʰ     |             |             |        |
| Aproximante |             |              |             |          | j jʰ        |             |        |
| Lateral     |             |              |             | l lʰ     |             |             |        |